# Dmitri Georgijewitsch Kitajenko
Dmitri Georgijewitsch Kitajenko (russisch Дмитрий Георгиевич Китаенко; * 18. August 1940 in Leningrad (heute Sankt Petersburg), Sowjetunion) ist ein russischer Dirigent.

## Leben
Dmitri Kitajenko wurde 1940 als Sohn des Georgi Kitajenko, eines angesehenen Ingenieurs, der Träger des Stalinpreises war, in Leningrad, dem heutigen Sankt Petersburg, geboren. Sein Vater wurde schließlich wegen „Spionageverdacht“ in den Gulag geschickt. 1949 sang Dmitri Kitajenko im Kinderchor bei der Uraufführung Schostakowitschs Das Lied von den Wäldern (unter der Leitung von Jewgeni Mrawinski). Er besuchte die Glinka-Musikschule und studierte zunächst Klavier, Geige und Chorleitung am Leningrader Konservatorium, um nach zwei Semestern zum Dirigieren zu wechseln. Danach setzte er sein Studium am Moskauer Konservatorium bei Leo Ginzburg fort. 1966/67 war er Dirigierschüler von Hans Swarowsky in Wien. In Leningrad besuchte er einen Meisterkurs von Herbert von Karajan. 1969 erreichte er mit einem Dirigat von Strauss’ Don Juan beim von der Herbert-von-Karajan-Stiftung veranstalteten ersten internationalen Wettbewerb für junge Dirigenten in Berlin den zweiten Platz (hinter Okko Kamu).
Er, der Assistent am Stanislawski- und Nemirowitsch-Dantschenko-Musiktheater war, übernahm infolge von Zerwürfnissen im Hause 1969 das Amt des Ersten Kapellmeisters. Dort und in Berlin arbeitete er bei der Produktion von Bizets Carmen mit dem Regisseur Walter Felsenstein zusammen. Gastspiele führten ihn in der Zeit des Kalten Krieges nach Wien, München und Brüssel. 1976 wurde er als Nachfolger von Kirill Kondraschin (der im Westen Exil suchte) Chefdirigent des Moskauer Philharmonischen Orchesters. Er führte dieses Ensemble zu internationalem Ansehen, bis er 1990 in den Westen ging.
1989 arbeitete er beim Radio-Sinfonie-Orchesters Frankfurt an einem Schostakowitsch-Britten-Programm, bis er vom Hessischen Rundfunk von 1990 bis 1996 als Chefdirigent und damit Nachfolger von Eliahu Inbal eingesetzt wurde. Das Orchester konnte unter seiner Leitung merklich an Reputation gewinnen. Außerdem war er bis 1998 Chefdirigent des Philharmonischen Orchesters Bergen und bis 2004 des Berner Symphonie-Orchesters. Von 1999 bis 2004 wirkte er als Chefdirigent beim KBS Symphony Orchestra in Seoul. Von 2012 bis 2017 war er Erster Gastdirigent des Konzerthausorchesters Berlin.
Als Gastdirigent stand er u. a. am Pult des Gewandhausorchesters Leipzig, der Berliner Philharmoniker, der Wiener Philharmoniker, der Staatskapelle Dresden, des NHK-Sinfonieorchester, des Concertgebouw-Orchester, des London Symphony Orchestra, des Orchestre Philharmonique de Radio France, des Chicago Symphony Orchestra, des Philadelphia Orchestra, des Pittsburgh Symphony Orchestra und des Baltimore Symphony Orchestra. Außerdem war er Leiter der Orchesterakademien des Schleswig-Holstein Musik Festival und des Bayerischen Rundfunks.
Seine fruchtbare Zusammenarbeit mit dem Gürzenich-Orchester in Köln mündete in der Ernennung zum Ehrendirigenten. Er war an über 130 Tonträgerproduktionen beteiligt. Besonders hervorzuheben sind seine Gesamtaufnahmen der Sinfonien von Dmitri Schostakowitsch, Sergej Prokofjew, Alexander Skrjabin und Sergei Rachmaninow. Zuletzt brachte er die Sinfonien Peter Tschaikowskys heraus.
Kitajenko ist verheiratet.

## Auszeichnungen
- 1969: 2. Preis beim Dirigentenwettbewerb der Herbert-von-Karajan-Stiftung in Berlin[1]
- 1979: Volkskünstler der RSFSR
- 1980: Orden der Völkerfreundschaft
- 1984: Volkskünstler der UdSSR
- 1994: Echo Klassik für die Konzerteinspielung des Jahres (Nobody Knows De Trouble I See von Bernd Alois Zimmermann mit Reinhold Friedrich (Trompete) und dem Radio-Sinfonie-Orchester Frankfurt)[6]
- 2006: Echo Klassik für die Editorische Leistung des Jahres (Gesamtaufnahme der Schostakowitsch-Sinfonien [1–15] mit dem Gürzenich-Orchester Köln)[6]
- 2006: MIDEM Classical Award in der Kategorie Orchesterwerke (für die Gesamtaufnahme der Schostakowitsch-Sinfonien [1–15] mit dem Gürzenich-Orchester Köln)[7]
- 2008: Excellentia-Award der Zeitschrift Pizzicato (für die Aufnahme der Prokofjew-Sinfonien 1–7 mit dem Gürzenich-Orchester Köln)[8]
- 2009: Ernennung zum Ehrendirigenten des Gürzenich-Orchesters der Stadt Köln[1]
- 2009: Supersonic-Award der Zeitschrift Pizzicato (für die Einspielung von Tschaikowskys Manfred-Sinfonie mit dem Gürzenich-Orchester Köln)[8]
- 2011: Excellentia-Award der Zeitschrift Pizzicato (für die Einspielung von Tschaikowskys Sinfonie Nr. 6 „Pathétique“ mit dem Gürzenich-Orchester)[8]
- 2013: International Classical Music Award in der Kategorie Historical Recording (für die Aufnahme Les Ballets Russes)[9]
- 2015: Lifetime Achievement Award der International Classical Music Awards[10]
- 2016: International Classical Music Award in der Kategorie Opera (für Tchaikovskys Jolanthe mit dem Gürzenich-Orchester Köln)[11]